# Російська абетка
Росі́йська абе́тка — абетка російської мови, у теперішньому вигляді з 33 літерами, що існує фактично з 1918 року (офіційно тільки з 1942 року: раніше вважалося, що в російській абетці 32 літери, оскільки Е (українською — є) та Ё (українською — йо) розглядалися як варіанти однієї літери):
| А а | Б б | В в | Г г | Д д | Е е | Ё ё | Ж ж | З з | И и | Й й |
| К к | Л л | М м | Н н | О о | П п | Р р | С с | Т т | У у | Ф ф |
| Х х | Ц ц | Ч ч | Ш ш | Щ щ | ъ   | ы   | ь   | Э э | Ю ю | Я я |

## Історія російської абетки
Літери, що сьогодні використовуються у більшості слов'янських мов, були створені проповідниками християнства Кирилом і Мефодієм у IX ст. Кирило і Мефодій мали візантійське походження та, через відсутність безпосереднього контакту з жителями Київської Русі, створили абетку — глаголиця — на основі звучання близької їм болгарської мови. Створена вона була задля перекладу Біблії. Перші літери мають майже нічого спільного з кирилицею. Вже учні Кирила і Мефодія модифікували абетку, зробивши її більш подібною до грецької, та назвали її кирилицею. Ця абетка і стала основою для церковнослов'янської мови, що, поєднавшись із цивільної староруською, сформувала російську мову, а з ними і варіації в літерах. Вже пізніше, у 1708-1710 рр. Петро I провів реформу письма, що усунула рідко-вживані літери з кириличного алфавіту та створив спрощений друкований шрифт, що дістав назву гражданський шрифт. Орфографія мови була значно змінена реформою 1918 року: зокрема, були скасовані літери — І, Ѣ, Ѳ, Ѵ.

## Відмінності відукраїнської абетки

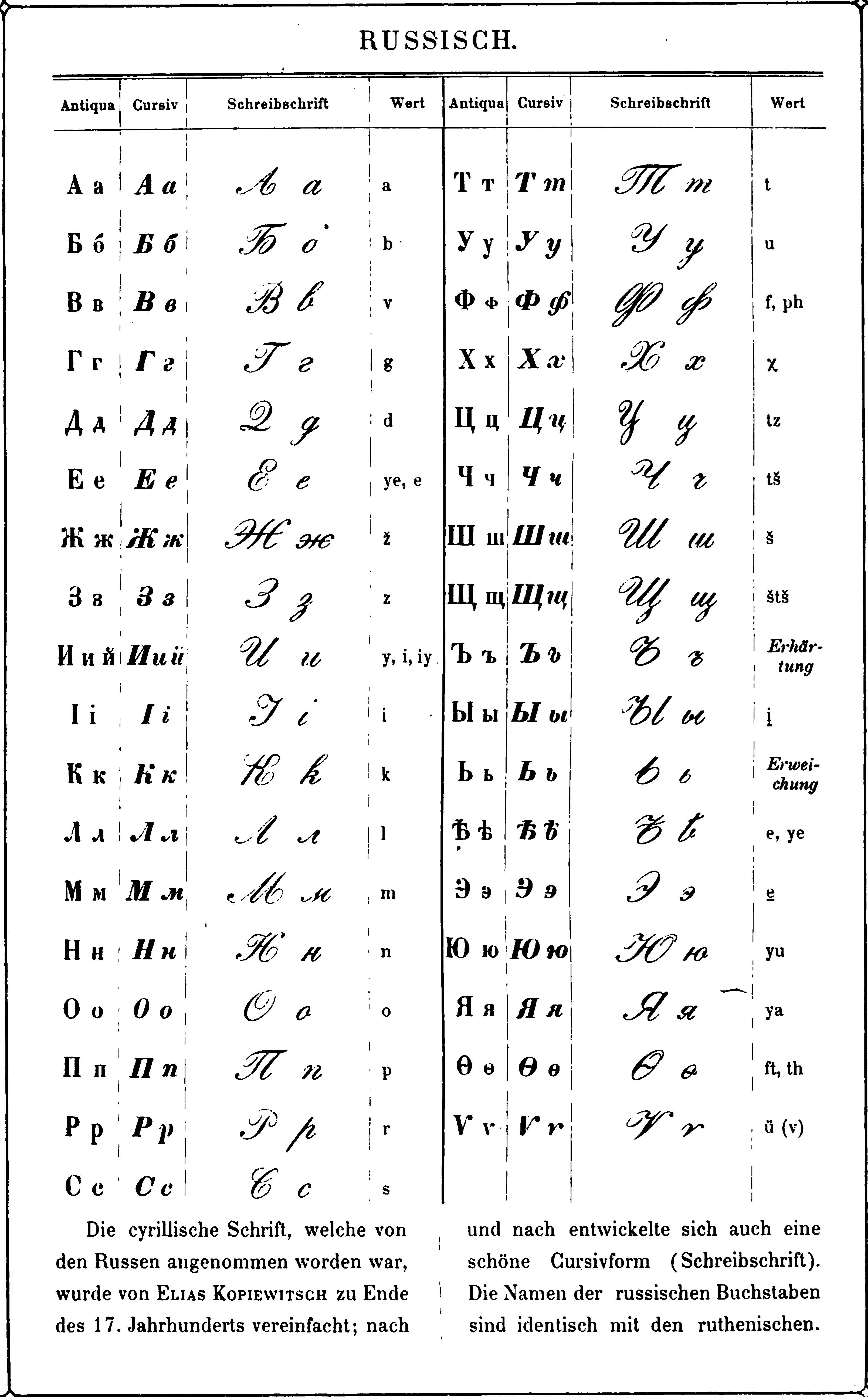
Російська абетка до реформи 1918 року

Деякі літери виконують не ті ж функції, що в українській абетці:
- г слід читати як українську ґ;
- е слід читати як українську є;
- ё позначає йотоване о, у більшості літератури замість неї використана е (окрім дитячої літератури та посібників для вивчення російської мови як іноземної);
- и слід читати як українську і;
- ч завжди позначає м'який приголосний;
- ъ є зазвичай аналогом апострофа, найчастіше відокремлює префікс від кореню (пор. подъезд з укр. під'їзд);
- ы подібне до української и, проте вимовляється з напруженням як 'і (апостроф та і), тобто російські ъ та и;
- э слід читати як українську е.

Загалом в російській абетці відсутні українські літери Ґ ґ, Є є, І і, Ї ї. Натомість присутні літери Ё ё, ъ, ы, Э э, котрих в українській абетці немає.
Таблиця транслітерації
| Російська літера | Український відповідник                                                                             |
| ---------------- | --------------------------------------------------------------------------------------------------- |
| А а              | А                                                                                                   |
| Б б              | Б                                                                                                   |
| В в              | В                                                                                                   |
| Г г              | Ґ; Г (у Господь; ого! та деяких діалектах); В (его та у деяких суфіксах: -ого, -его, напр. лучшего) |
| Д д              | Д                                                                                                   |
| Е е              | Є                                                                                                   |
| Ё ё              | Йо                                                                                                  |
| Ж ж              | Ж                                                                                                   |
| З з              | З                                                                                                   |
| И и              | І                                                                                                   |
| Й й              | Й                                                                                                   |
| К к              | К                                                                                                   |
| Л л              | Л                                                                                                   |
| М м              | М                                                                                                   |
| Н н              | Н                                                                                                   |
| О о              | під наголосом вимовляється, як О, без наголосу — як А                                               |
| П п              | П                                                                                                   |
| Р р              | Р                                                                                                   |
| С с              | С                                                                                                   |
| Т т              | Т                                                                                                   |
| У у              | У                                                                                                   |
| Ф ф              | Ф                                                                                                   |
| Х х              | Х                                                                                                   |
| Ц ц              | Ц                                                                                                   |
| Ч ч              | Ч; Ш (у деяких словах: что і т. д.)                                                                 |
| Ш ш              | Ш                                                                                                   |
| Щ щ              | вимовляється як українське [шь] (як у слові «затишшя»), але транслітерується як Щ                   |
| Ъ ъ              | '                                                                                                   |
| Ы ы              | И                                                                                                   |
| Ь ь              | Ь                                                                                                   |
| Э э              | Е                                                                                                   |
| Ю ю              | Ю                                                                                                   |
| Я я              | Я                                                                                                   |